# Lindenstrasse, Berlin
Lindenstrasse, tysk stavning: Lindenstraße, är en gata i stadsdelen Kreuzberg i centrala Berlin.

## Sträckning
Gatans södra ände utgör fortsättningen på Zossener Strasse norrut och börjar vid Zossener Brücke över Landwehrkanalen. Härifrån leder den norrut till korsningen med Rudi-Dutschke-Strasse/Oranienstrasse. Sedan 1996 bär den del av den ursprungliga Lindenstrasse som leder härifrån fram till korsningen med Leipziger Strasse vid Spittelmarkt istället namnet Axel-Springer-Strasse.

## Historia

### Anläggande och tidig bebyggelse

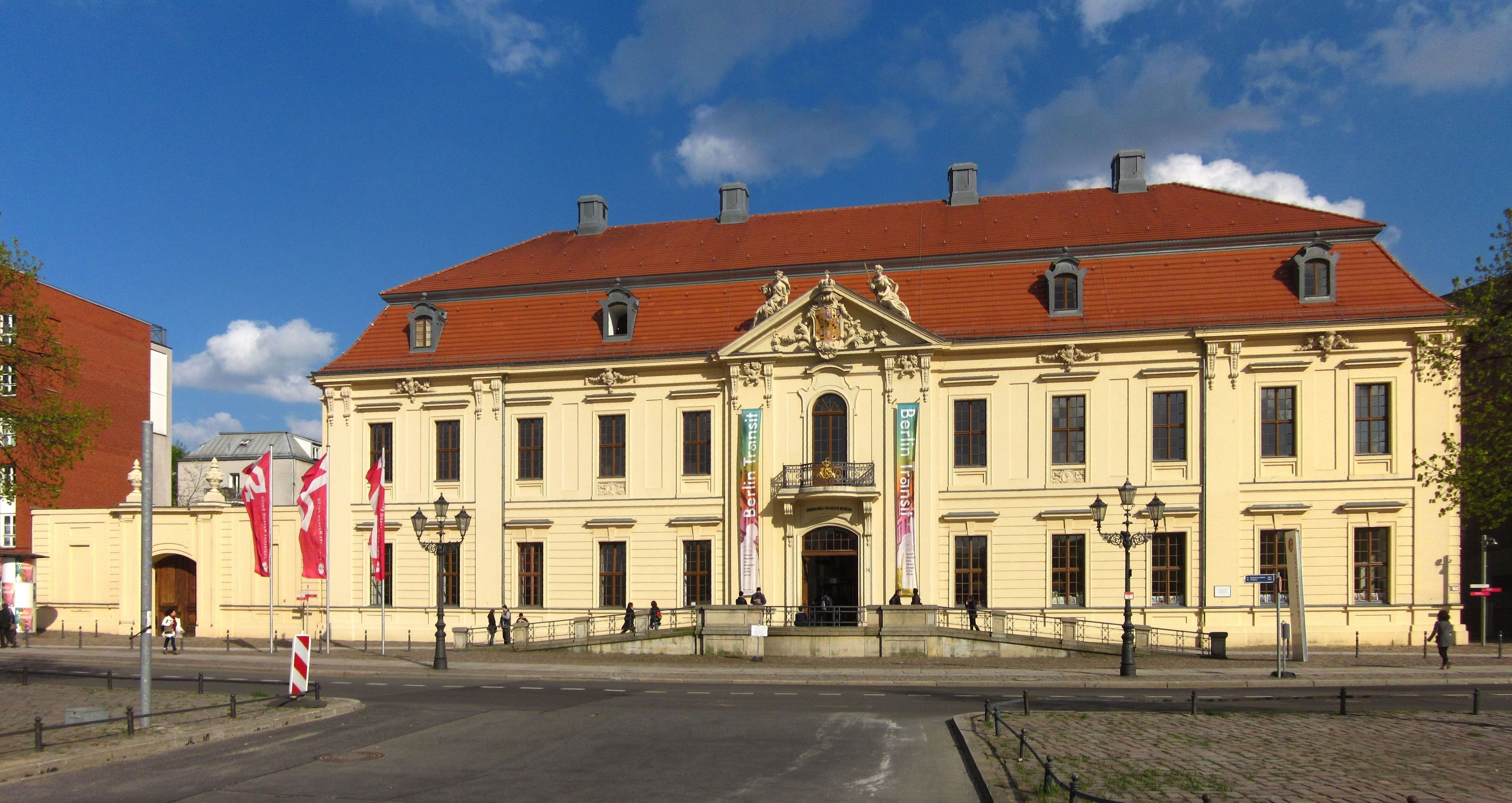
Collegienhaus är Kreuzbergs äldsta bevarade byggnad och fungerar idag som entrébyggnad för Judiska museet.

Lindenstrasse var ursprungligen en av huvudgatorna i förstaden Friedrichstadt, som administrativt införlivades med staden Berlin 1710. Collegienhaus är Kreuzbergs äldsta bevarade byggnad och var fram till 1913 säte för Brandenburgs kammarrätt. Idag är huset en del av Judiska museet.
År 1688 påbörjades den planerade utvidgningen av Berlin söderut, för att erbjuda plats för protestantiska religiösa flyktingar från Böhmen att slå sig ner. Under arkitekten Philipp Gerlach skapades Friedrichstrasse och Lindenstrasse, som båda mynnade ut i dagens Mehringplatz, då kallad Rondell. År 1735 uppfördes Berlins tullmur så att de enda infartsvägarna till staden söderifrån låg vid Hallesches Tor, Kottbusser Tor och Schlesisches Tor. Vid denna tid lät Fredrik II av Preussen uppföra en kavallerikasern för sitt beridna livgarde. Under åren efter franska revolutionen kom inflyttningen till stadsdelen att öka. Bland de grupper som slog sig ned här fanns tidigare lantbrukare och liberala judar.

### 1800-talet
På Lindenstrasse 91 låg det kungliga astronomiska räkneinstitutet, som tillhörde Berlins observatorium. Observatoriet hade sina lokaler bakom institutsbyggnaden från 1835 till 1913. Vid Berlins observatorium verkade under 1800-talet bland annat astronomer som Johann Franz Encke och Friedrich Wilhelm Bessel. Den 23 september 1846 upptäckte Johann Gottfried Galle planeten Neptunus härifrån.
Efter att observatoriet flyttat kom Charlottenstrasse att förlängas till Lindenstrasse. För den nya gatan revs byggnaderna Lindenstrasse 91–93 och det gamla observatoriet, så att Charlottenstrasse kunde förlängas i rät linje till Markthalle II och därefter följa saluhallens yttervägg till Lindenstrasse. Hela tomten på nummer 93 och halva nummer 92 upptogs av gatan, medan den nya hörntomten på nummer 91 kom efter 1913 att upptas av Jordans underklädesvaruhus, ritat av Cremer & Wolffenstein. Varuhusets bakre flygel var förbunden med Jordans ursprungliga moderbutik på Markgrafenstrasse 87–88.

### 1900-talet
Under den tidiga mellankrigstidens höga inflation sjönk klädförsäljningen, så att Jordanföretaget flyttade all sin försäljning till moderbutiken och hyrde ut sitt nybygge. En av hyresgästerna var Ullstein Verlag, som hyrde några våningsplan och här kunde inkvartera Klal-Verlag, där från 1921 bland andra Chaim Nachman Bialik verkade. 1927 kallades den förlängda delen av Charlottenstrasse istället Enckestrasse, och Jordanvaruhusets adress var Lindenstrasse 91/92 respektive Enckestrasse 1/2.
Den norra delen av Lindenstrasse var under slutet av 1800-talet och början av 1900-talet del av Berlins tidningskvarter. Det närbelägna Mosseförlagshuset finns fortfarande kvar, och Axel Springer-förlagets tomt var även längre tillbaka plats för en tidningsredaktion. 

#### SPD-högkvarteret

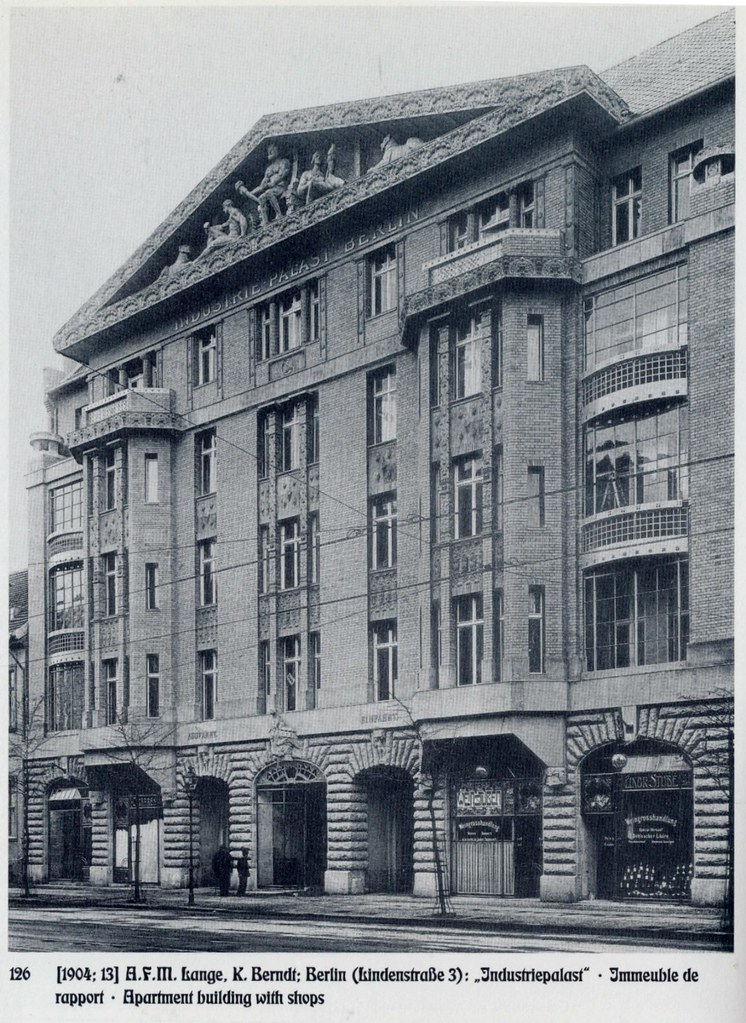
SPD:s partiskola på Lindenstrasse 3, omkring 1904. I kvarteret fanns även partihögkvarteret och partitidningen Vorwärts redaktion.

Men tidningsredaktioner fanns även vid gatans södra ände. I området mellan Belle-Alliance-Platz (nuv. Mehringplatz), Lindenstrasse och Alte Jakobstrasse låg under Weimarrepubliken ett byggnadskomplex kring tio innergårdar där Tysklands socialdemokratiska parti (SPD) hade lokaler för partiledningen, partiskolan och arkivet samt förlag, tryckeri och bokhandeln för partitidningen Vorwärts. Den första byggnaden som införskaffades var Lindenstrasse 3 år 1914. Under åren fram till nazisternas maktövertagande 1933 införskaffades ytterligare fastigheter, huvudsakligen med medel insamlade från SPD-medlemmar i hela landet. Byggnadskomplexet var kraftigt bombskadat efter 1945 och tillhörde då den amerikanska sektorn i Västberlin. 
SPD i den sovjetiska zonen återgrundades i juni 1945 men hade då sitt säte i det f.d. Jonassvaruhuset på Torstrasse 1. I april 1946 tvångsfusionerades östtyska SPD med kommunistpartiet till SED och avskaffades som självständig organisation. 
Det västtyska SPD, som även omfattade Västberlin, kom efter kriget att återbildas med partihögkvarteret i Hannover och därefter från 1951 i Bonn. Partiet sålde fastigheten i Kreuzberg 1962. Sedan den inventering av byggnadsbeståndet som utförts efter krigsslutet var byggnadskomplexet klassat som skadat men möjligt att återuppbygga. Istället revs det samma år för att ge plats för den moderna utformningen av Mehringplatz med kringliggande bostadskvarter. Sedan 1999 har SPD:s partiledning åter sitt säte i Kreuzberg några kvarter från Lindenstrasse, i Willy-Brandt-Haus vid Wilhelmstrasses södra ände.

#### Huvudbrandstationen
På adressen Lindenstrasse 40/41, som idag är del av Axel-Springer-Strasse, låg från 1864 till 1961 Berlins brandförsvars högkvarter, som var säte för Berlins brandchef och bland annat inhyste de släckfordon som skulle skydda Berlins stadsslott och de olika regeringsbyggnaderna i centrum. Byggnaden är fortfarande bevarad och utfarterna för de hästdragna brandsprutorna kan fortfarande ses på fasaden. På brandstationens innergård ägde den 20 mars 1939 "bildbränningen" rum, där tusentals tavlor och grafiska blad som klassats av nazisterna som "Entartete Kunst" brändes upp som en övning för brandförsvaret.  År 1961 lades brandhögkvartet slutligen ned; i Östberlin låg det nya högkvarteret på Voltairestrasse i Mitte, i Västberlin låg högkvarteret i Charlottenburg-Nord i den byggnad som senare blev stadsdelscentrumbyggnaden.
Bredvid brandstationen, på Lindenstrasse 42, låg butiks- och bostadshuset som tillhörde vingrossisten F.C. Souchay. Efter att Souchay köpts upp av Max Grubans firma 1913 och bildat Gruban & Souchay uppfördes Herzhaus här.

#### Andra världskriget
Gatans bebyggelse förstördes huvudsakligen i andra världskriget. Endast ett fåtal byggnader överlevde kriget, om än ofta i svårt skadat tillstånd. Bland de kvarvarande byggnaderna fanns bland annat Victoria-byggnaden med Otto Gerstenbergs konstsamling. Brandstationen ska ha varit i utryckningsläge i fyra dagar för att släcka bränderna efter bombskadorna. På grund av kriget förstördes ett stort antal verksamheter inom den grafiska industrin som tidigare växt upp kring tidningskvarteren. Stiftelsen "Erinnerung, Verantwortung und Zukunft" genomförde en studie som visade att många anställda som arbetat i kvarteren kring Lindenstrasse tvingades till tvångsarbete under nazistregimen, bland annat i Kodaks varulager, på Jerusalemskirches kyrkogård eller i ett gemensamt tvångsarbetsläger för företagen Telefunken, Deutscher Verlag, Scherlförlaget och AEG.

#### Återuppbyggnad under efterkrigstiden
Genom områdets återuppbyggnad kom vissa tvärgator att försvinna. Axel Springer-skrapans uppförande från 1959 till 1965 ledde till att södra delen av Jerusalemer Strasse och hela An der Jerusalemer Kirche försvann. Berlinmurens uppförande ledde till att denna del av Berlin kom att bli avsides belägen och glest trafikerad jämfört med Weimarrepublikens livliga tidningskvarter. Många byggnader som hade överlevt kriget i helt eller skadat skick revs slutligen, bland annat Jerusalemskirches ruin och Lindenstrasses synagoga på nuvarande Axel-Springer-Strasse 44. Lämningarna av synagogan är idag ett friluftsminnesmärke som nås över innergården till Confektionsgesellschaft Fischebein & Mendels tidigare fastighet. 

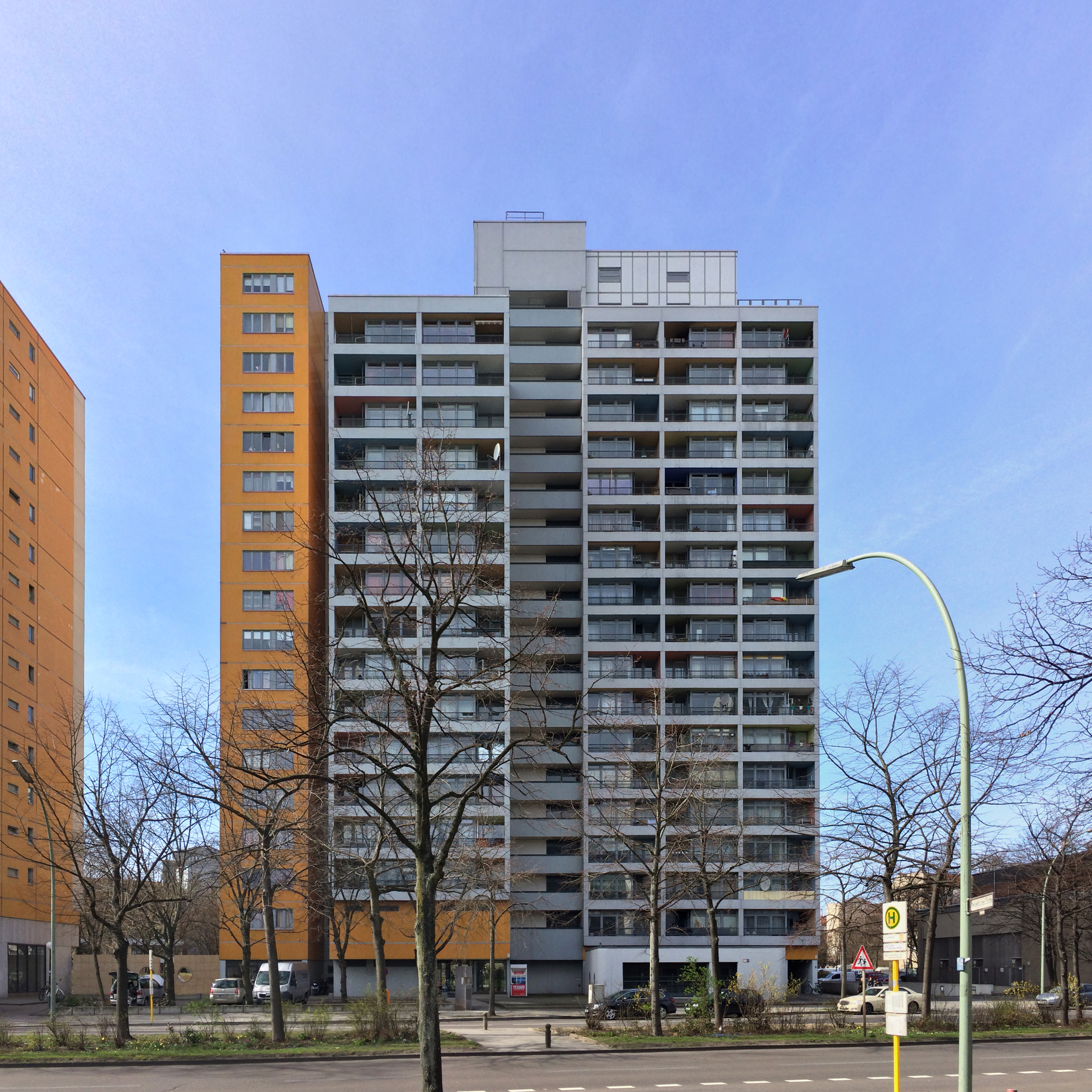
Bostadshus vid Mehringplatz.

Den södra änden av Lindenstrasse kom i likhet med Wilhelmstrasse att ledas om så att den på grund av det nya bostadsområdet vid Mehringplatz inte längre hade direkt anslutning till torget. Denna "böj" var utmärkande för 1950-talets västtyska estetik som tog avstånd från den mer rätlinjiga stadsplaneringen som varit rådande fram till Nazitysklands slut. Lindenstrasse kom härigenom att få direkt anslutning till Zossener Strasse, vilket den tidigare inte haft. Förbindelsen med Enckestrasse försvann när blomsterhallarna uppfördes 1963. År 1970 försvann även Junkerstrasse som tvärförbindelse för biltrafiken, men har senare åter öppnats som gångväg.
År 1971 skedde ett flyktförsök över Berlinmuren här. Östtysken Bernd Sievert försökte nå Lindenstrasse och skadades svårt av sammanlagt 43 skott från gränsvakterna, så att försöket misslyckades.
I slutet av 1980-talet ägde Internationale Bauausstellung 1987 (IBA) rum i Kreuzberg, vilket ledde till en kraftigt förändrad självbild för området. I denna utkant av Västberlin prioriterades uppförandet av lägenheter för sociala behov. Målet var att omvandla de kvarter som fortfarande var öde efter kriget till befolkade bostadsområden. Berlins två centrumbildningar kring den historiska stadsdelen Mitte och Västberlins nya centrum i City West skulle därigenom bindas samman genom ett band av bebyggelse. Fram till 1986 återspeglades denna plan i översiktsplanen. Genom att Berlins tvådelning under 1960-talet kom att bli långvarig, genom att Västberlins tillväxt begränsades av det inneslutna läget och genom den decentraliserade polycentriska stadsstrukturen kom försöket att binda ihop stadskärnorna på detta sätt slutligen att överges. Trots att området varit ett centralt läge i Berlin under det tidiga 1900-talet kom det ständigt att framstå som mer perifert i förhållande till Västberlins moderna centrum.
Trots detta kom som följd av IBA stora hyreshus att uppföras som ritats av kända arkitekter som Hans Kollhoff eller Kreuzberg Tower som ritats av John Hejduk, en av medlemmarna i New York Five. Bostadskvarteret vid Berlin Museum (idag Judiska museet) tillkom också under slutet av 1980-talet. På så sätt skulle en ny stadsbebyggelse i östra utkanten av Västberlindelen av Friedrichstadt skapas, i spänningsfältet mellan de vilhelminska byggnaderna för Victoria-försäkringshuset, det barocka Berlinmuseet och Glasersällskapets lagerhall. Projektet belönades med en guldplakett i en tävling om lokala utvecklingsprojekt 1983–84. Från 1980 till 1986 skapade Hans Kollhoff och Arthur Ovaska flera bostadshus vid korsningen Lindenstrasse/Am Berlin Museum som både anknöt till 1800-talets traditionella stadsbild och moderna strömningar inom arkitekturen. Genom den slutna klinkerfasaden ansluter byggnaden till den angränsande Victoriabyggnaden. Även husen Lindenstrasse 15–17 av Werner Kreis samt Peter och Ulrich Schaad, samt Lindenstrasse 19 ritad av Arata Isozaki uppstod som del av bostadsprojektet. 
I samband med utbyggnaden av det judiska museet kom ytterligare en tvärgata, Hollmannstrasse, att byggas igen 1993.